# NGC 2344
NGC 2344 في الفهرس العام الجديد، هي مجرة، تقع في كوكبة الوشق. اكتشفت في 24 نوفمبر 1886 بواسطة لويس سويفت.

## روابط خارجية
- NGC 2344 على موقع ويكي سكاي: DSS2, SDSS, GALEX, IRAS, Hydrogen α, X-Ray, Astrophoto, Sky Map, Articles and images